# Charles van Marcke
Pour les articles homonymes, voir Van Marcke.
Charles Emmanuel Clément van Marcke de Lummen, né le 1er février 1773 à Réthy et mort le 30 décembre 1830 à Liège, est un dessinateur, aquarelliste et peintre sur porcelaine.
Il est le fondateur d'un atelier de décoration sur porcelaine en activité de 1793 jusqu'en 1857 et d'une importante famille d'artistes (artistes peintres et décorateurs) actifs à Liège, puis en France, au XIXe siècle et au début du XXe siècle.

## Biographie
Né le 1er février 1773, Charles Emmanuel Clément van Marcke de Lummen est le fils d'Antoine François Clément van Marcke de Lummen, seigneur de Réthy (1734-1788) et de Françoise Guillemine De Angelis (morte en 1788),,,. Son père, « officier des gardes wallonnes au service de Marie-Thérèse, dissipe son patrimoine à la Cour de Vienne ».

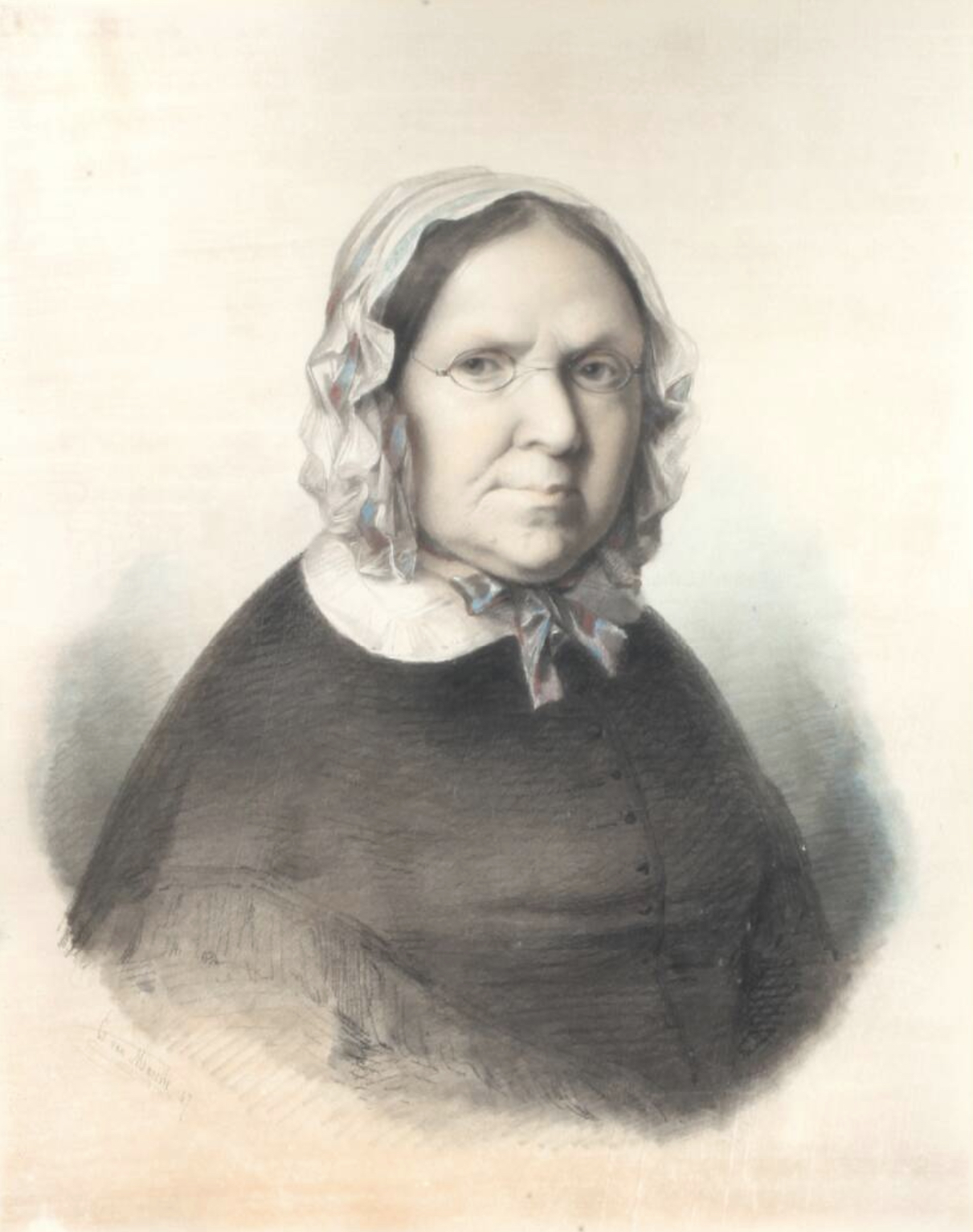
Édouard van Marcke, Portrait d'Anne Catherine Vandenplas, 1847 (pastel sur papier ;), Liège, musée de la Vie wallonne.

Installé à partir de 1793 à Bruxelles,,,,, où il se marie en 1796 avec Anne Catherine Vandenplas (1775-1849),,,,, puis de 1810 à sa mort à Liège,,,,, Charles van Marcke est le fondateur d'un atelier de décoration sur porcelaine et d'une importante famille d'artistes (peintres et décorateurs) actifs à Liège, puis en France, au XIXe siècle et au début du XXe siècle,,. Ses enfants « collaborent tous, garçons et filles, aux travaux du père, sous la sévère direction de celui-ci ».
Selon Florent Pholien, il parvient, malgré des débuts « difficiles et laborieux », « à obtenir des résultats de plus en plus encourageants et à faire prospérer son atelier » de décors sur porcelaine à Liège. Il s'occupe lui-même de diriger les cuissons et de préparer les couleurs. Les dorures des porcelaines qu'il produit « sont réellement admirables comme aspect, comme régularité et comme solidité ».
Alain-Gérard Krupa remarque que « les productions issues des ateliers liégeois rivalisent de qualité avec les plus belles réalisations de ces centres de renommées » [Bruxelles et Tournai]. Il ajoute que « les ors, obtenus par la fonte des ducats de l'ancienne Principauté de Liège, concurrençaient les somptueuses dorures des porcelaines de Sèvres ».
Bien que l'artiste meure le 30 décembre 1830,,, son atelier continue à fonctionner, « conduit par sa veuve entourée de ses enfants », jusque vers 1840 selon Florent Pholien ou 1857 selon les informations laissées par Léonie Mottart-van Marcke au musée de la Vie wallonne,,. Pour sa part, Guy Vandeloise estime « qu'il n'y a pas de raisons pour que l'atelier ait disparu aussi rapidement [en 1840], les nombreux enfants de Charles connaissant parfaitement le métier ».

## Descendance
- Jean-Baptiste Joseph van Marcke (1797 ou 1798-1849)[17],[18],[19], dit Jules Van Marcke. Peintre et lithographe, il se centre spécialement sur la peinture de paysage après avoir étudié en 1824 sous la tutelle de Louis Étienne Watelet à Paris puis travaillé à la manufacture de porcelaine de Sèvres jusqu'en 1830[11],[20]. Il épouse avant 1824 Julie Palmyre Robert (1802-1875), également artiste peintre et fille du peintre Jean-François Robert[11],[20].
- Élisabeth van Marcke (1798-1880)[21],[22]. Peintre qui se forme et travaille dans l'atelier créé par son père[11],[21].
- Marie Jacqueline Françoise van Marcke (1800-1882)[21],[23], dite Marie van Marcke. Peintre, dessinatrice et aquarelliste, elle se forme et travaille dans l'atelier de son père[11],[24],[20].
- Édouard Jean van Marcke (1803-1804)[21].
- Rosalie Catherine Jeanne van Marcke (1805-1805)[21].
- Antoine Joseph Gustave van Marcke (1806-1885)[21],[25], dit Joseph van Marcke. Dessinateur, artiste peintre, peintre décorateur puis photographe, il collabore souvent avec ses frères Jules Van Marcke et Édouard van Marcke pour des travaux de décorations à Liège[11],[20],[26]. À la suite du décès de son frère Jules en 1849, il épouse sa veuve, l'artiste peintre Julie Palmyre Robert (1802-1875), en 1850[20],[27].
- Antoine Charles Xavier van Marcke (1808-1879)[21],[28], dit Xavier van Marcke, qui travaille dans l'atelier créé par son père[11] puis comme éditeur et lithographe[29] trouvant « le moyen d'imprimer sur porcelaine »[11]. Il fonde également en 1865 un studio de photographie avec son frère Joseph, qui est en activité pendant deux ans[30].
- Charles Emmanuel Clément van Marcke (fils) (1811-1885)[21]. Il collabore « avec ses sœurs, aux travaux de l'atelier paternel »[11]. Avec Anne-Marie Campo (1820-1860), il a un fils, Édouard Charles Xavier van Marcke de Lummen (1843-1928) qui sera un homme politique libéral belge[21],[31].
- Édouard Jean Charles van Marcke (1815-1884)[21],[32], dit Édouard van Marcke, est un dessinateur, artiste peintre, décorateur et peintre sur porcelaine. Il enseigne aussi à l'Académie royale des beaux-arts de Liège de 1859 à 1884[20]. Sa fille cadette Léonie Mottart-van Marcke (1862-1936) sera également artiste peintre[21].

## Œuvre
Charles van Marcke est un dessinateur, aquarelliste et peintre sur porcelaine, qui, selon Paul Piron, montre une « prédilection pour les œuvres décoratives et les paysages ». 
Des œuvres de l'artiste sont présentes dans les collections du musée de la Vie wallonne,, du Grand Curtius,, et du musée de la ville de Bruxelles.

### Galerie

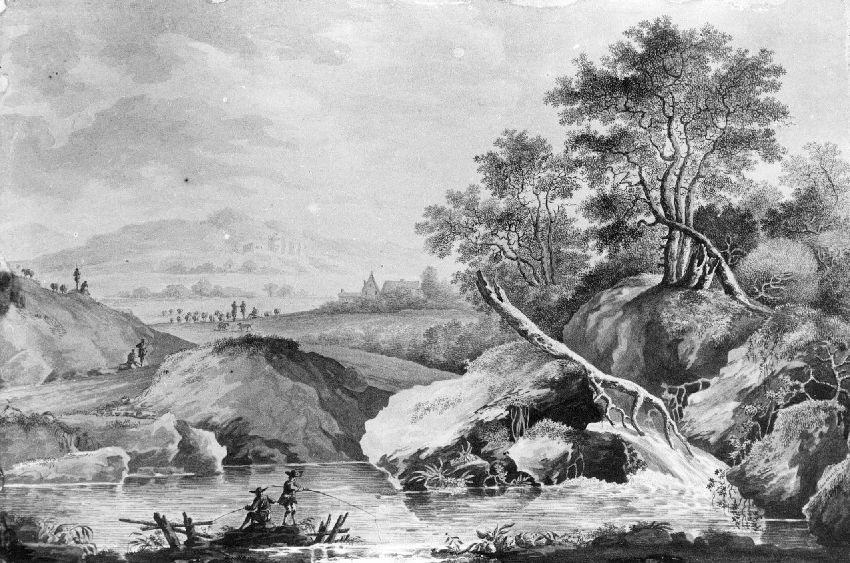
Paysage champêtre avec personnages, avant 1830 (aquarelle ; 19 × 28,9 cm ; photographie de 1981 du KIK-IRPA), Liège, musée de la Vie wallonne.
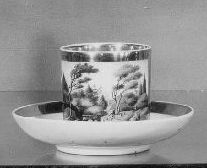
Tasse à café et sous-tasse en porcelaine décorées d'un paysage animé et de dorures, 1801-1810 (photographie de 1959 du KIK-IRPA), Liège, Grand Curtius.
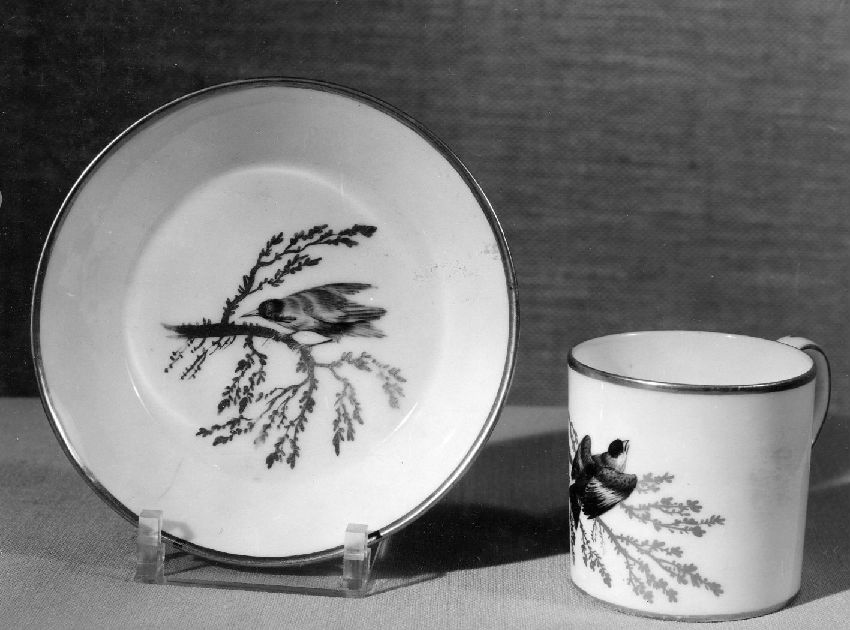
Tasse à café et sous-tasse en porcelaine décorées de d'oiseaux et de branches peints et de dorures, 1791-1800 (photographie de 1962 du KIK-IRPA), Bruxelles, musée de la ville de Bruxelles.
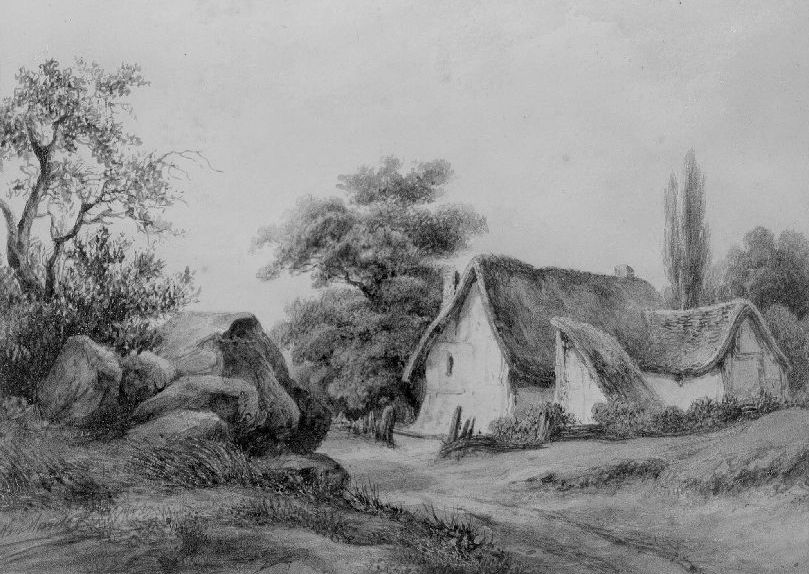
Paysage, avant 1830 (aquarelle ; 15 × 21 cm ; photographie de 1957 du KIK-IRPA), Liège, Grand Curtius.

## Expositions
- 1964 : Dessins et peintures des van Marcke, musée de la Vie wallonne, Liège[39].
- 2001-2002 : Vers la modernité : le XIXe siècle au pays de Liège, du 5 octobre 2001 au 20 janvier 2002, musée de l'Art wallon et salle Saint-Georges, Liège (un service à café qui se compose de huit tasses et sous-tasses, deux sucriers, une cafetière et une théière produit par l'atelier familial de décoration sur porcelaine est exposé)[40].